# 兰博基尼Jalpa
兰博基尼Jalpa（意大利語：Lamborghini Jalpa），是意大利跑車製造商兰博基尼生產的跑車，製造於1981-1988年間，使用V8/3485C.C.引擎255匹馬力。其名字來自著名品種的鬥牛。1988年，因是項車型銷售下降，新股東克萊斯勒決定結束Jalpa生產。
製造商兰博基尼聲稱，是項車型的最高時速為234KM/H。
克萊斯勒收購兰博基尼之後，產品計劃總經理Jack Stavana將一個Jalpa V8引擎裝入Dodge Daytona，聯接一個Carroll Shelby設計的AWD系統並命名為"Decepzione"。